# Edward Larrikin
Edward Leeson, surnommé Ed Larrikin ou Edward Eke est un musicien, écrivain et interprète anglais né à Liverpool.
Principalement connu pour être le chanteur du groupe Larrikin Love, il joue désormais au sein du groupe Sunless '97.

## Larrikin Love
De 2005 à 2007, il est le leader et chanteur du groupe anglais Larrikin Love.
En pleine ascension, sans aucune raison apparente, le groupe annonce sa séparation seulement six mois après la sortie du 1er et seul album (The Freedom Spark), alors que celui-ci est très bien accueilli par la critique.

## The Pan I Am
Le 29 juillet 2007, il se produit sous le nom The Pan I Am (la gueule que j'ai).
Le 10 novembre 2008, sort le premier single intitulé 'Young god/bad thing' téléchargeable gratuitement.

## Sunless '97
Sunless '97 est le nouveau projet d'Edward Leeson. Le 28 novembre 2011, le EP Making Waves est sorti.

## Divers
En 2007, il chante avec Patrick Wolf sur le titre "Accident & Emergency" et apparaît parfois durant ses concerts.